# مغازه قدیمی
مغازه قدیمی مربوط به دوره پهلوی اول است و در رامهرمز، ۷۰ متری سمت غرب میدان آزادی واقع شده و این اثر در تاریخ ۲۳ شهریور ۱۳۸۲ با شمارهٔ ثبت ۹۹۵۳ به‌عنوان یکی از آثار ملی ایران به ثبت رسیده است.